# Villozás
Villozás o San Salvador de Velouzás (llamada oficialmente San Salvador de Vilouzás) es una parroquia española del municipio de Paderne, en la provincia de La Coruña, Galicia.

## Entidades de población
Entidades de población que forman parte de la parroquia:
- Atrio (O Adro)
- Carballo (O Carballo)
- Condós
- Chedas
- Gunduriz
- O Vintesete
- Sas
- Tercio (O Tercio)

## Demografía
| Gráfica de evolución demográfica de Villozás entre 2000 y 2019 |
|                                                                |
| Datos según el nomenclátor publicado por el INE.               |